# Jorge Fernández Valcárcel
Jorge Fernández Valcárcel (ur. 4 maja 1989 w O Barco de Valdeorras) – hiszpański siatkarz, reprezentant kraju, grający na pozycji środkowego. 

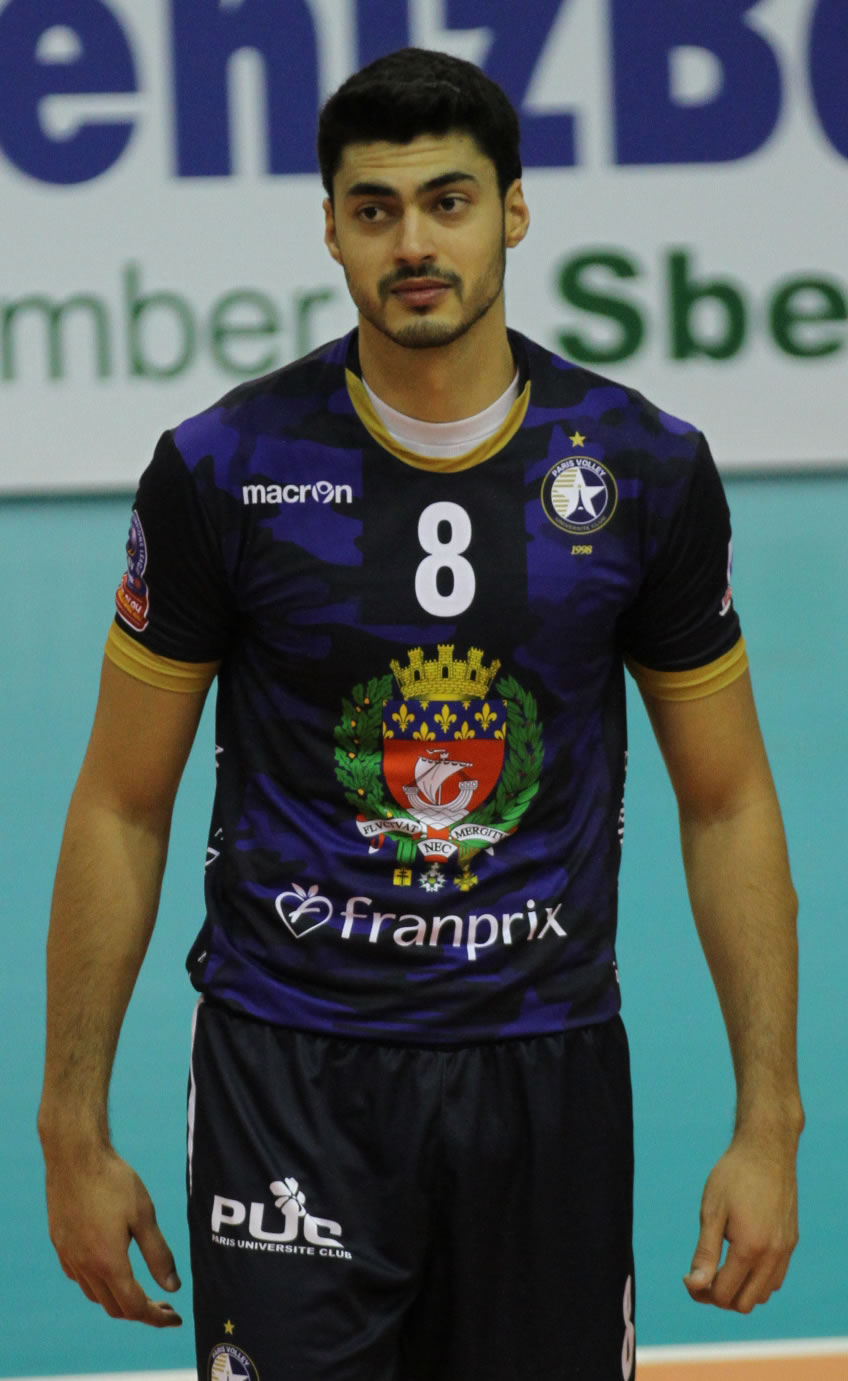
Jorge Fernández Valcárcel zawodnikiem Paris Volley w sezonie 2014/2015

## Przebieg kariery
| Lata      | Klub                     |
| --------- | ------------------------ |
| 2008–2011 | CV Pòrtol                |
| 2011–2014 | UGS Nantes-Rezé          |
| 2014–2016 | Paris Volley             |
| 2016–2018 | Urbia Voley Palma        |
| 2018–2021 | Chaumont VB 52           |
| 2021–     | Unicaja Costa de Almería |

## Sukcesy klubowe

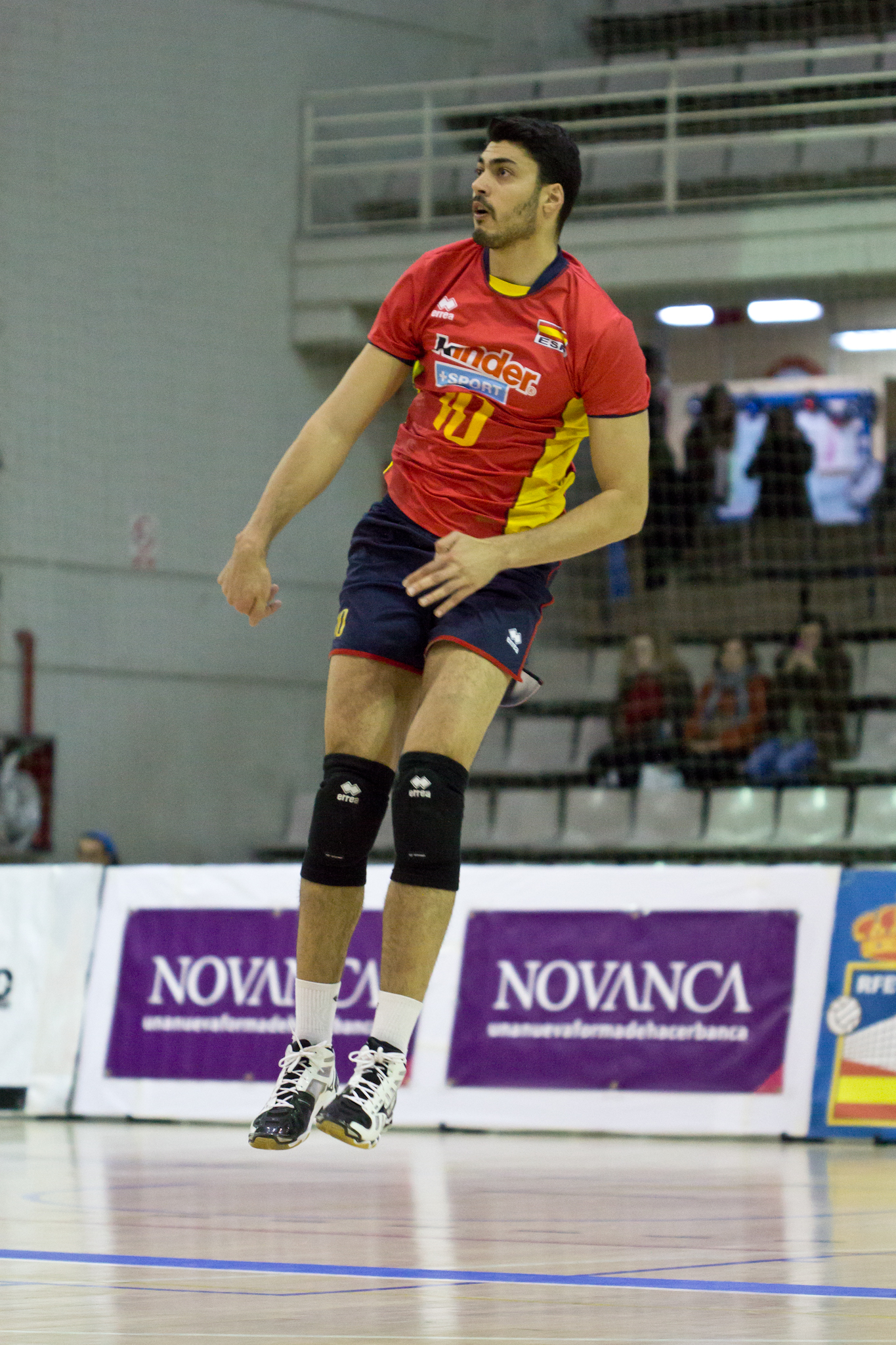
Jorge Fernández Valcárcel reprezentantem Hiszpanii w 2013 roku

Superpuchar Hiszpanii:
- 2008

Mistrzostwo Francji:
- 2016
- 2015, 2019, 2021

Puchar Hiszpanii:
- 2017

Mistrzostwo Hiszpanii:
- 2017, 2022[2]
- 2018

## Sukcesy reprezentacyjne
Liga Europejska:
- 2010, 2011
- 2012

Igrzyska Śródziemnomorskie:
- 2018

## Nagrody indywidualne
- 2012: Najlepszy blokujący Ligi Europejskiej[3]